# St. Michael (Lohr am Main)

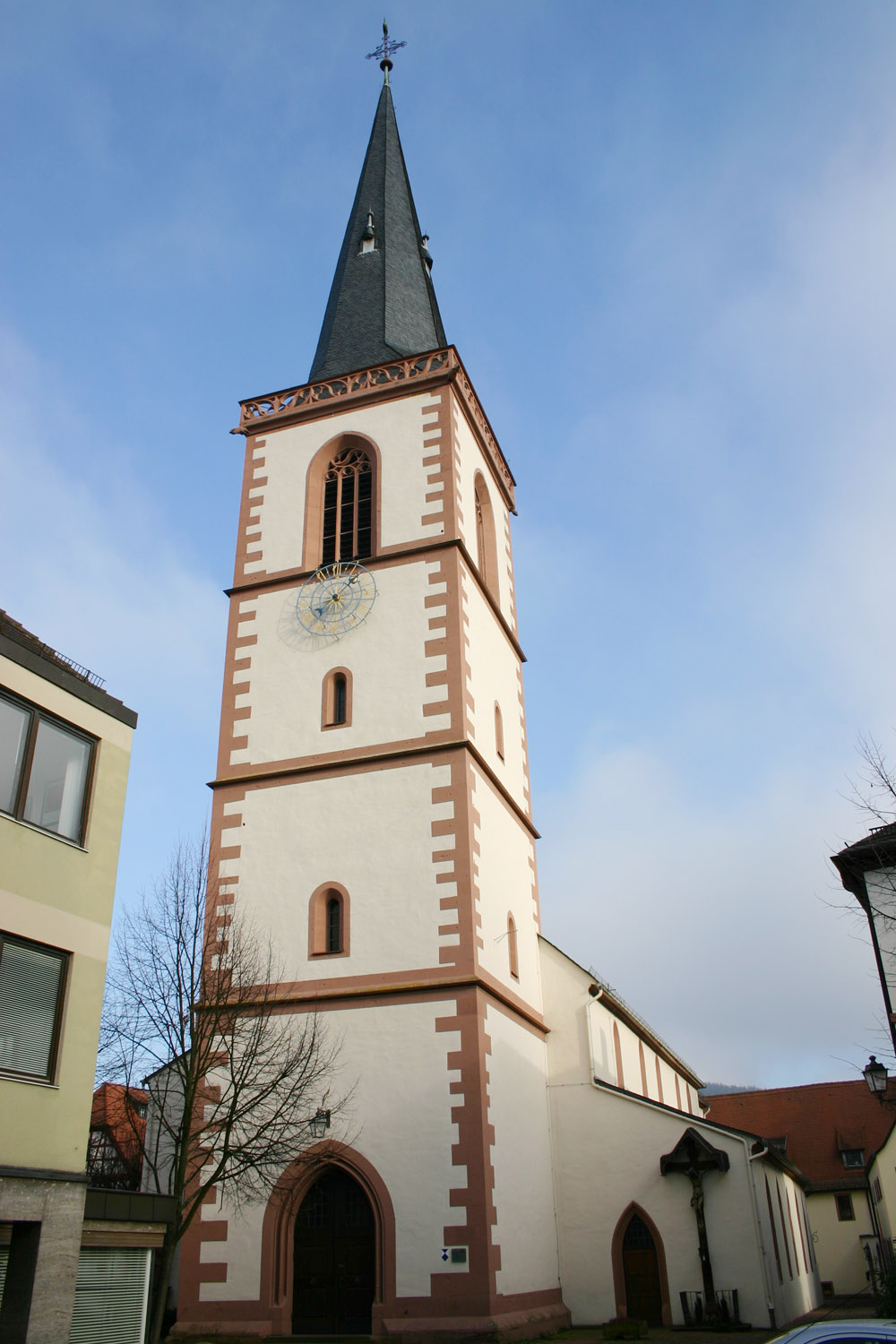
Stadtpfarrkirche St. Michael

Die römisch-katholische Stadtpfarrkirche St. Michael ist ein denkmalgeschütztes Kirchengebäude in Lohr am Main im Landkreis Main-Spessart (Bayern). Die Gemeinde hat etwa 3.000 Mitglieder und gehört zum Dekanat Lohr im Bistum Würzburg. Der Kirchturm prägt zusammen mit dem Bayersturm und dem Schloss das Stadtbild. Der Kirchberg war früher das Zentrum der Stadt Lohr, hier befanden sich die alte Burg der Grafen von Rieneck und die Burgkapelle.

## Geschichte
Die heutige Stadtpfarrkirche ist exakt nach Osten ausgerichtet. Sie soll ursprünglich dem Patrozinium des H. Martin unterstellt gewesen sein. Außer den Filialen Sackenbach und Wombach gehörten zur Pfarrei auch die Dörfer Langenprozelten, Nantenbach, Rodenbach und Neuendorf, allerdings sind kaum Nachrichten dazu überliefert. Ein Pfarrverweser mit dem Namen swickerus plebanus in Lare wurde in Lohr 1295 erstmals urkundlich erwähnt. Ein weiterer Pfarrer, Notar und Vorstand der Kirche, mit Namen Johann, wurde 1316 erwähnt. Es ist anzunehmen, dass wegen des Patroziniums des Martin die Pfarrei weitaus älter ist, wofür es jedoch keine Beweise gibt. Zunächst fungierten die Herren von Rieneck als Patronatsherren. Alfons Ruf führte 1978 Grabungen durch und konnte mehrere Vorgängerkirchen belegen, die bis in das siebte oder achte Jahrhundert zurückreichen. Möglicherweise ist ein nicht eindeutig belegbarer Vorgängerbau aus Holz, der wohl an der südöstlichen Ecke des heutigen Mittelschiffes stand, noch älter. Der Kirchenbau war zuerst eine Burgkapelle, sie diente auch der Siedlung rund um die Burg als Pfarrkirche und wurde mit dem Wachsen der Siedlung immer wieder erweitert. Bei den Grabungen von Alfon Ruf wurden in der Nähe der Kanzel, also im Bereich der ältesten Kirche, Scherben aus der Zeit der Hallstatt-Latènezeit geborgen; der Kirchenhügel war vermutlich schon in keltischer Zeit besiedelt. Im 10. und 11. Jahrhundert wurde das nunmehr langgestreckte Gebäude in Richtung Norden erweitert. Der Altarraum der so entstandenen einschiffigen Kirche war eingezogen, er schloss mit einer runden Apsis ab. Der Bau war wohl frühromanisch gehalten und in etwa so breit wie das heutige Gebäude, aber nur halb so lang. Etwas später wurde an der Westseite ein Turm angebaut; dessen Fundament wurde im Bereich des westlichen Joches ergraben. Die heutige Sakristei wurde im 12. Jahrhundert als Friedhofskapelle gebaut, sie war zur Nord- und Westseite hin freistehend und durch ein im Westen befindliches, heute vermauertes, Sandsteinportal in rundbogiger Ausführung erschlossen.

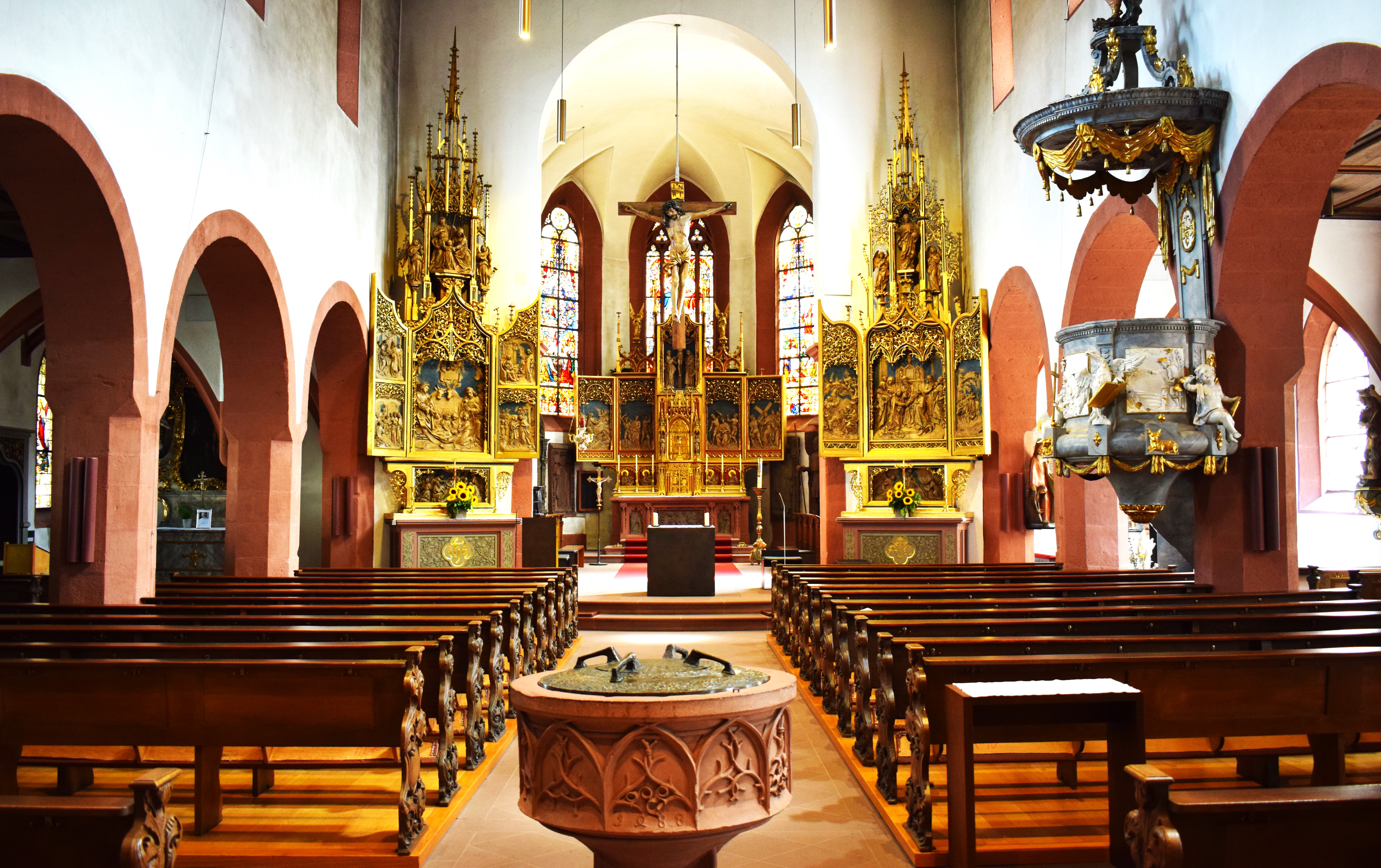
Blick zum Chor

Um 1300 wurde, bedingt durch das Anwachsen der Bevölkerung, eine Erweiterung notwendig. An die Nord- und Südseite wurden Seitenschiffe angefügt und die ehemaligen Längswände wurden durch Rundbogenarkaden aufgelöst, die noch heute den Innenraum bestimmen. Es entstand eine dreischiffige romanische Pfeilerbasilika. Für den Bau des südlichen Seitenschiffes mussten Gebäude nördlich des ehemaligen Burgbezirks derer von Rieneck abgebrochen werden. In der Zeit von 1488 bis etwa 1500 wurden die letzten durchgreifenden Veränderungen durchgeführt. Der romanische Chor wurde abgebrochen und durch einen höheren spätgotischen Hallenchor mit spitzbogigen Maßwerkfenstern ersetzt. Dazu mussten die drei Schiffe erhöht werden. Die Seitenschiffe und die Obergadenzone erhielten dabei neue spitzbogige Fenster, dokumentiert durch die Jahreszahl 1488 im Gewände des östlichen Fensters des nördlichen Seitenschiffs. Das Langhaus wurde um zwei Spitzbogenjoche nach Westen hin verlängert und der gotische Westturm errichtet, dessen Baubeginn durch die Jahreszahl 1496 über dem Portal dokumentiert ist. In die Außenwand des nördlichen Seitenschiffes wurde ein spitzbogiges Portal eingefügt, das sogenannte Sackenbacher Tor.
Im Jahr 1543 hielt die Reformation in Lohr Einzug und die Kirche wurde protestantisch. 1559, nach dem Tod Philipps III. von Rieneck, fiel Lohr an das Kurfürstentum Mainz. Wie in protestantischen Kirchen üblich, wurden 1596 auch in St. Michael Seitenemporen eingebaut. Erasmus Schraum aus Karlstadt verzierte sie mit Historienbildern. Die Gegenreformation begann 1603 unter Kurfürst Johann Adam von Bicken. Ein neuer Hochaltar wurde 1605 aufgestellt und 1627 von Erasmus Schraum repariert und neu gefasst. Mit einem von Sebastian Vogt aus Karlstadt gemalten Altarblatt und Statuen der Heiligen Michael, Rochus und Sebastian wurde 1671/72 ein neuer Hochaltar vom Bildhauer Lenhart Caspar aus Karlstadt angeschafft. Beim Einbau neuer Fenster wurden 1710 alle gotischen Maßwerke, mit Ausnahme des Chormittelfensters, ausgeschlagen. Ein Vierzehn-Nothelfer-Altar wurde 1714 vermutlich als rechter Seitenaltar aufgebaut und 1796 wieder entfernt. 1796 wurde der Hochaltar abgebrochen und durch einen klassizistischen ersetzt. Die Schnitzarbeiten an diesem Altar übernahm Georg Schäfer aus Karlstadt. Zwei Jahre später fertigte Schäfer zwei Seitenaltäre im selben Stil und 1804 die Kanzel. In der zweiten Hälfte des 18. Jahrhunderts wurden in der Sakristei und im Chor neue Gewölbe eingezogen. 1868/69 und 1889/90 wurden Renovierungen vorgenommen. Dabei wurde das Südportal vermauert, ein Oratorium über der Sakristei eingebaut, der baufällige Dachstuhl abgetragen und ein um mehr als drei Meter niedrigerer neu aufgebaut. Nach Entfernung der drei klassizistischen Altäre erhielt die Kirche Flügelaltäre im Stil der Neogotik, die zur heutigen Ausstattung gehören: 1890 den Hochaltar und 1905 die beiden Seitenaltäre.

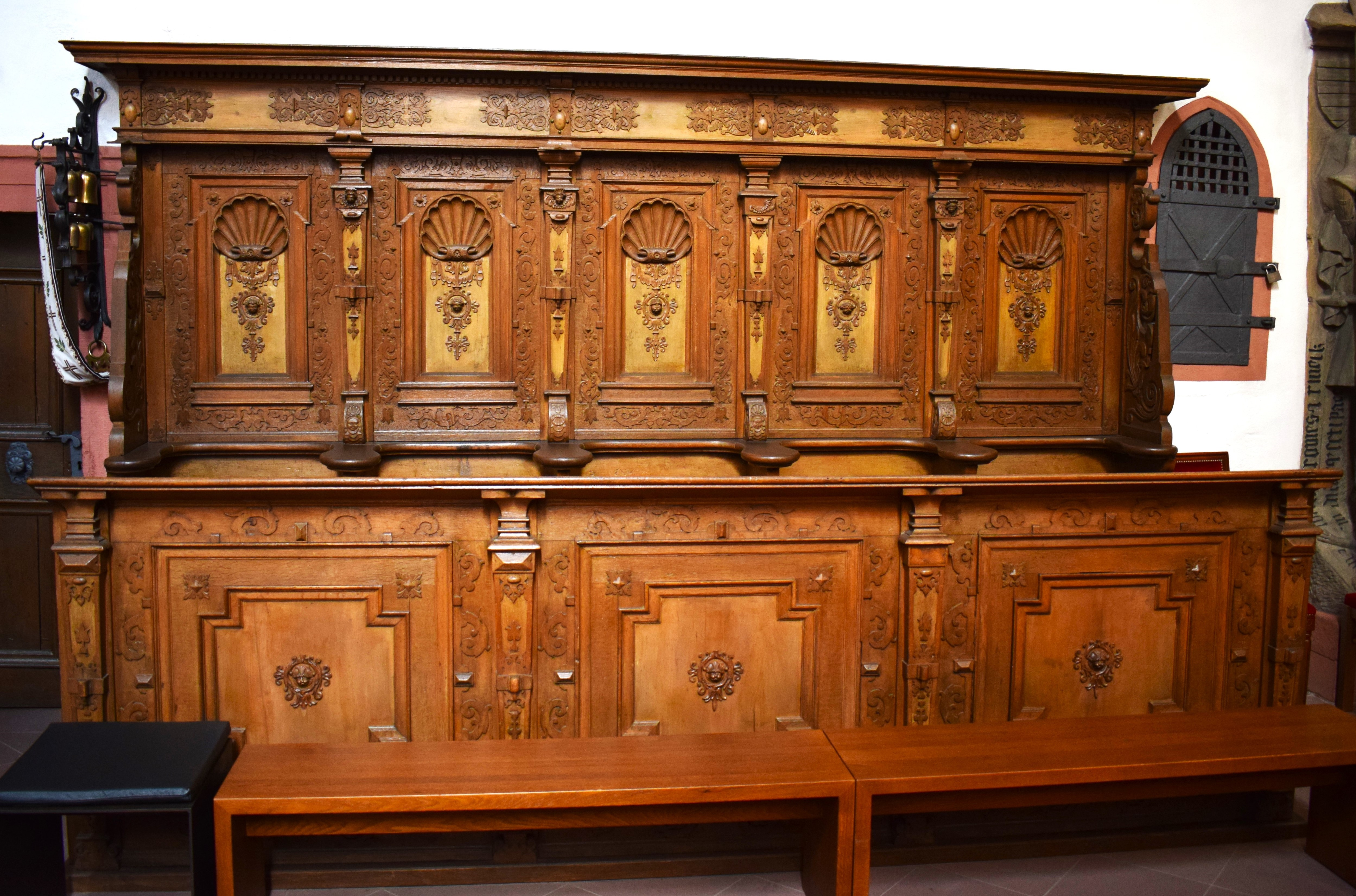
Chorgestühl

Eine umfassendere Renovierung fand 1928/29 statt. Damals wurden die Seitenemporen aus der Reformationszeit entfernt. Stattdessen versah Oskar Martin-Amorbach die Hochwände des Mittelschiffs mit sechs Fresken. An der Nordwand gestaltete er die Motive Anbetung der Heiligen Drei Könige, Einzug Christi in Jerusalem und die Kreuzigung Jesu (von West nach Ost), an der Südwand die Auferstehung Jesu, die Aussendung des Heiligen Geistes und das Jüngste Gericht mit Maria und Johannes dem Täufer als Fürbittern (von Ost nach West). Das Fresko der Aussendung des Heiligen Geistes wurde bei der Renovierung von 1963 übertüncht, alle anderen 2015 überstrichen. Die Empore an der Westseite wurde vergrößert und von einem Maler Angermeyer aus München ornamental bemalt. Seine Malerei wurde jedoch 1979 wieder entfernt. In den Chor wurde ein Rabitzgewölbe und in die Mittel- und Seitenschiffe wurden flache neoromanische Holzkassettendecken eingebaut.
Weitere kleinere Renovierungen im Innenbereich wurden 1951, 1963, 1978 und 1980 vorgenommen, der Außenbau wurde 1966 renoviert. 1980 wurde die Westempore verändert und eine neue Orgel aufgebaut.

## Baubeschreibung
Die Daten vom bayerischen Landesamt für Denkmalpflege: romanische Sakristei mit Rundapsis 12. Jh., im Kern spätromanisches Langhaus 13. Jh., spätgotischer Chor und Turm 2. Hälfte 15. Jh.

## Ausstattung
Seit dem 16. Jahrhundert sind Belege über die Anschaffung von Gegenständen für die Innenausstattung erhalten. Von den zahlreichen Arbeiten der verschiedenen Künstler und Kunsthandwerker sind nicht mehr alle vorhanden, sie gingen im Laufe der Zeit verloren oder wurden dem Zeitgeschmack entsprechend ausgewechselt. Die heutige Ausstattung stammt überwiegend aus der Zeit um 1900.

### Chor

#### Hochaltar

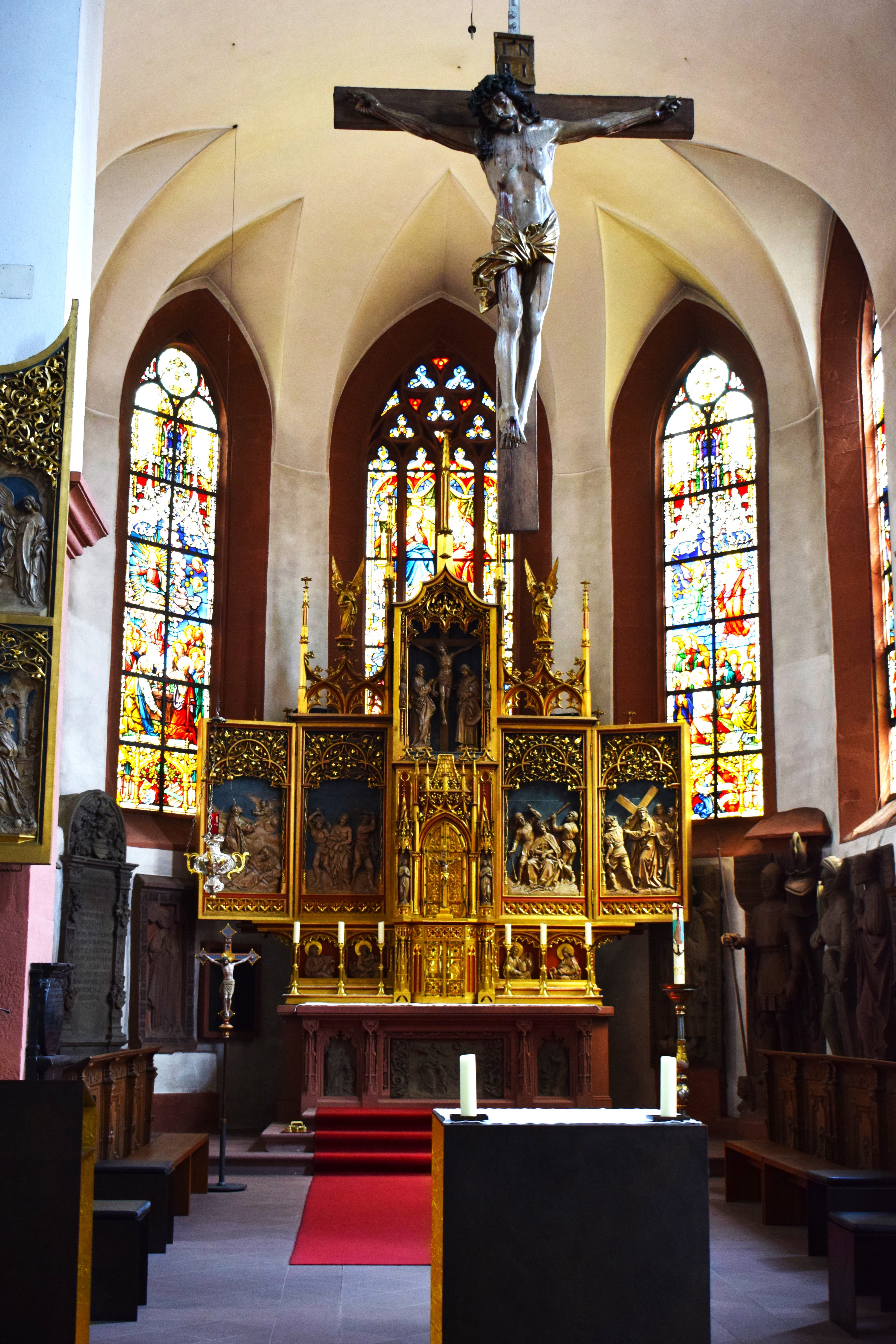
Hochaltar mit geöffneten Flügeln

Der Hochaltar wurde 1890 von Franz Wilhelm Driesler aus Lohr in der Art der historisierenden Neugotik gebaut. Die notwendigen Schreinerarbeiten führte Josef Fleckenstein nach Anweisung Drieslers aus. Die Reliefs auf den Flügeln und im Mittelteil zeigen die Geheimnisse des schmerzhaften Rosenkranzes. Von links nach rechts sind die Motive Christus am Ölberg, Geißelung, Dornenkrönung und Kreuztragung Christi angeordnet. Das fünfte Geheimnis, seine Kreuzigung, ist erhöht in der Mitte des Retabels über dem Tabernakel eingefügt. In der Predella sind die vier Evangelisten sitzend mit ihren Symbolen dargestellt. Auf dem Antemensale sind das Opfer des Melchisedek, die Opferung Isaaks und die Erhöhung der ehernen Schlange zu sehen. Die Außenseiten der Flügel sind mit der Vertreibung aus dem Paradies und dem Kampf des Erzengels Michael mit dem Teufel bemalt. Der Mittelschrein wird flankiert von Figuren der Apostel Petrus und Paulus, die bei geöffneten Flügeln nicht zu sehen sind.
Vor dem Hochaltar stehen unter dem Chorbogen der Zelebrationsaltar, ein Ambo und ein Priestersitz, die 2015 im Atelier Arnold und Eichler geschaffen wurden. Sie sind aus Bronze in Würfelform, innen hohl, mit offenen Seiten gestaltet. Die sichtbaren, strahlend-goldenen Innenflächen von Altar und Ambo sind mit Weinlaubmustern verziert. Über dem Altar hängt am Scheitel des Chorbogens ein überlebensgroßes Kruzifix, das um 1550 entstanden ist. An den Seiten des Chorraums ist das frühbarocke Chorgestühl aufgestellt, das von Valentin Maher aus Lohr aus dem Jahr 1654 stammt.

#### Bleiglasfenster
Die fünf farbigen Bleiglasfenster im Chor wurden von der Hofglasmalerei Zettler aus München zwischen 1899 und 1904 angefertigt. Sie zeigen die Geheimnisse des glorreichen Rosenkranzes: Auferstehung und Himmelfahrt Christi, die Aussendung des Heiligen Geistes, die Aufnahme Mariens in den Himmel und ihre Krönung. Ein sechstes Fenster (von 1904) im nördlichen Seitenschiff neben dem Kreuzaltar hat die Christusvision der heiligen Margareta Maria Alacoque zum Inhalt.

Glasmalerei an den Chorfenstern
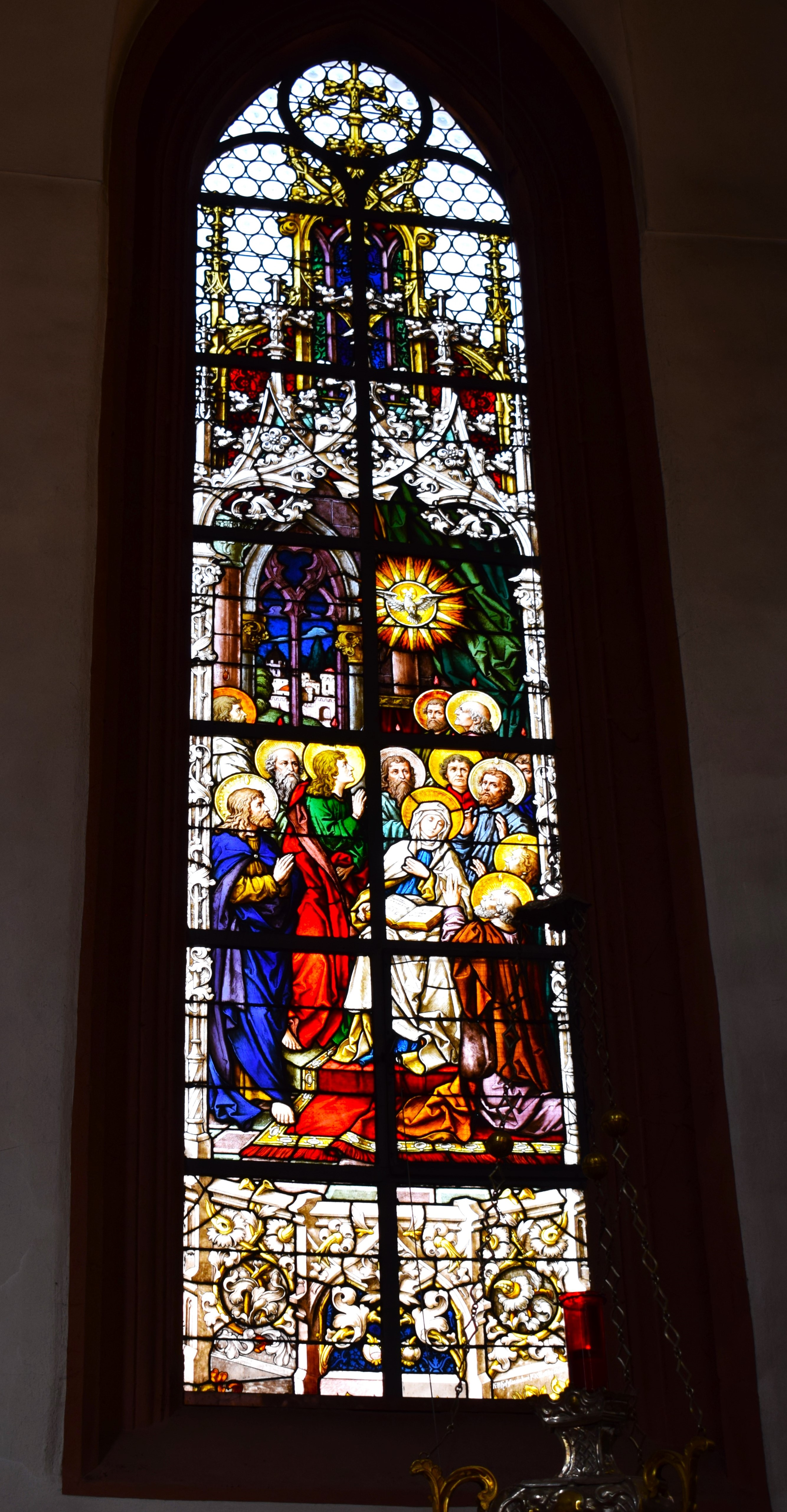
Aussendung des Heiligen Geistes
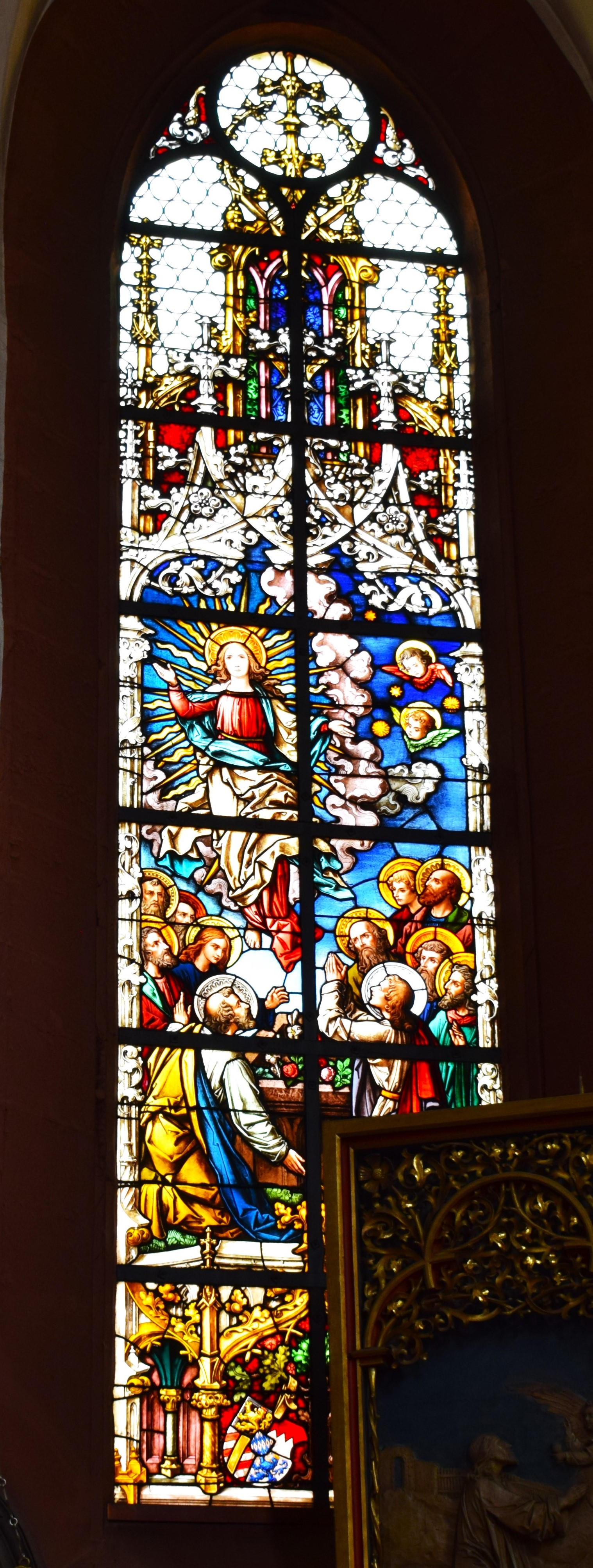
Mariä Himmelfahrt
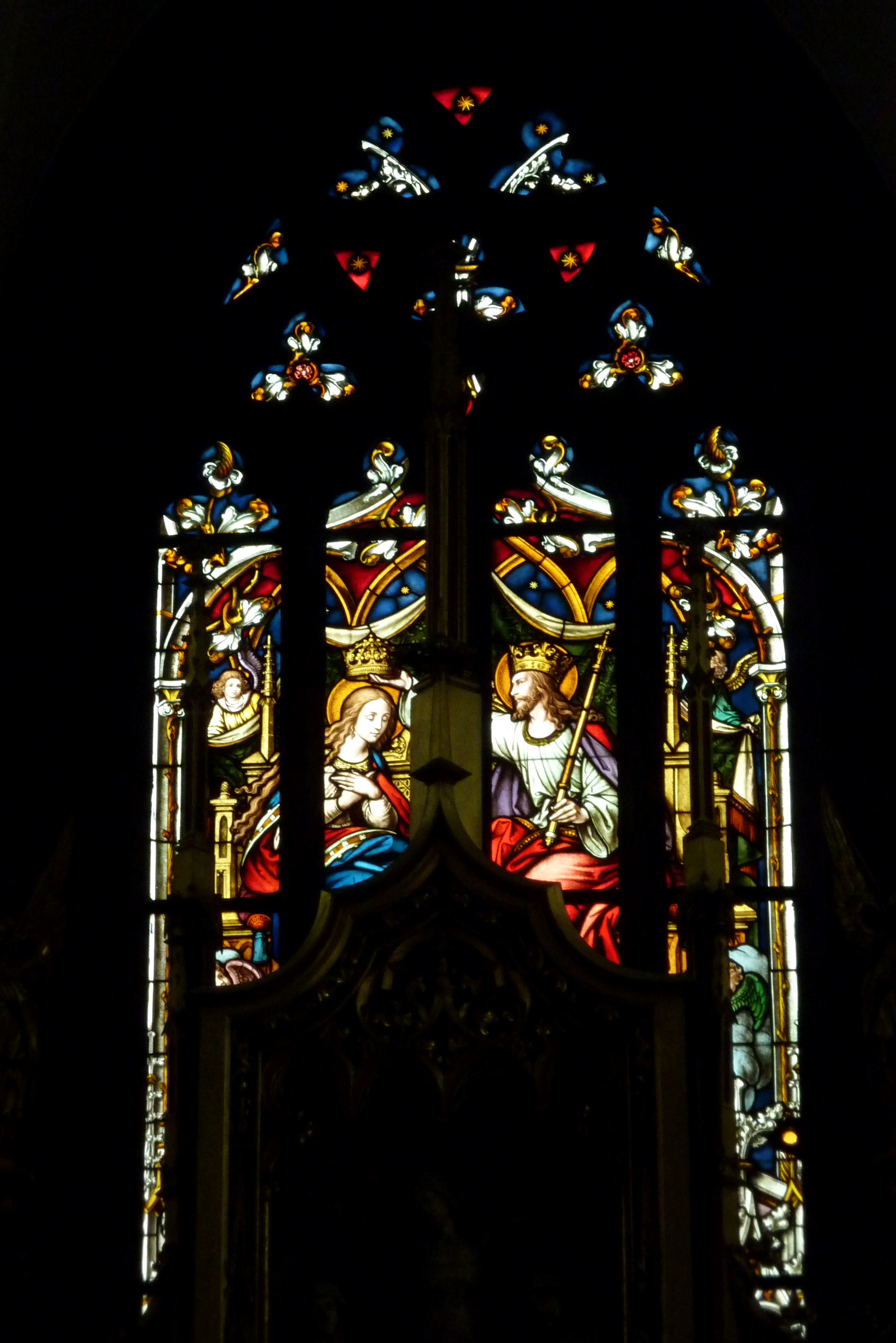
Krönung Mariens
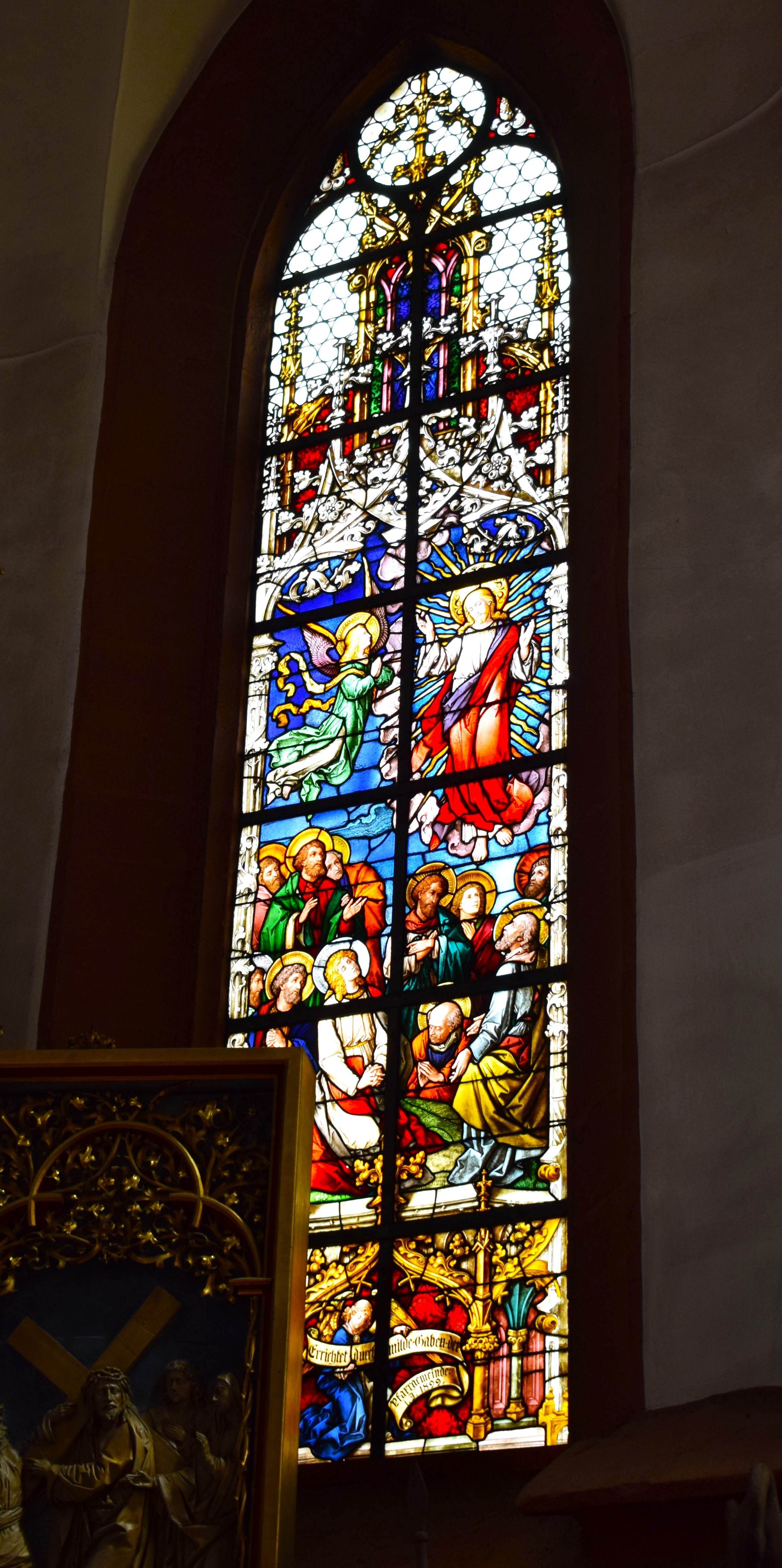
Christi Himmelfahrt
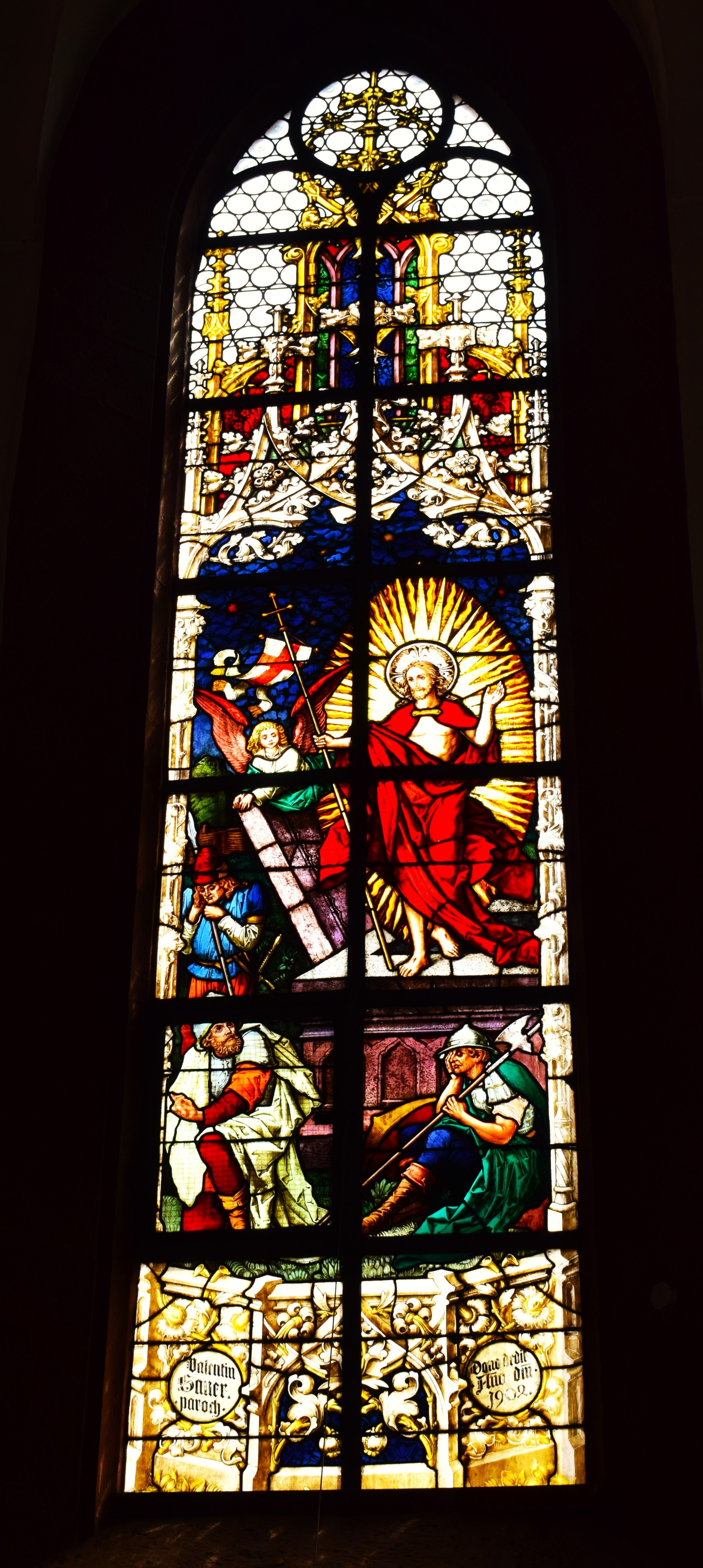
Auferstehung Christi

#### Epitaphe
Das Kirchengebäude diente über Jahrhunderte den Grafen von Rieneck, als Stadtherren von Lohr, als Grablege. Die Grablege befindet sich im Chor, die Grabmäler vom 15. und 16. Jahrhundert sind bedeutende Zeugnisse der Würzburger Plastik in spätgotischer Zeit. Auf der linken Seite des Chorraumes steht das Epitaph für den Grafen Ludwig von Rieneck, er starb 1408. Es ist in Sandstein gehauen und zeigt den Grafen, wie er in voller Rüstung auf einem Wappenlöwen steht. Rechts davon steht der Grabstein für Elisabeth von Rieneck, geb. von Castell (gest. 1419).

### Langhaus

#### Marienaltar

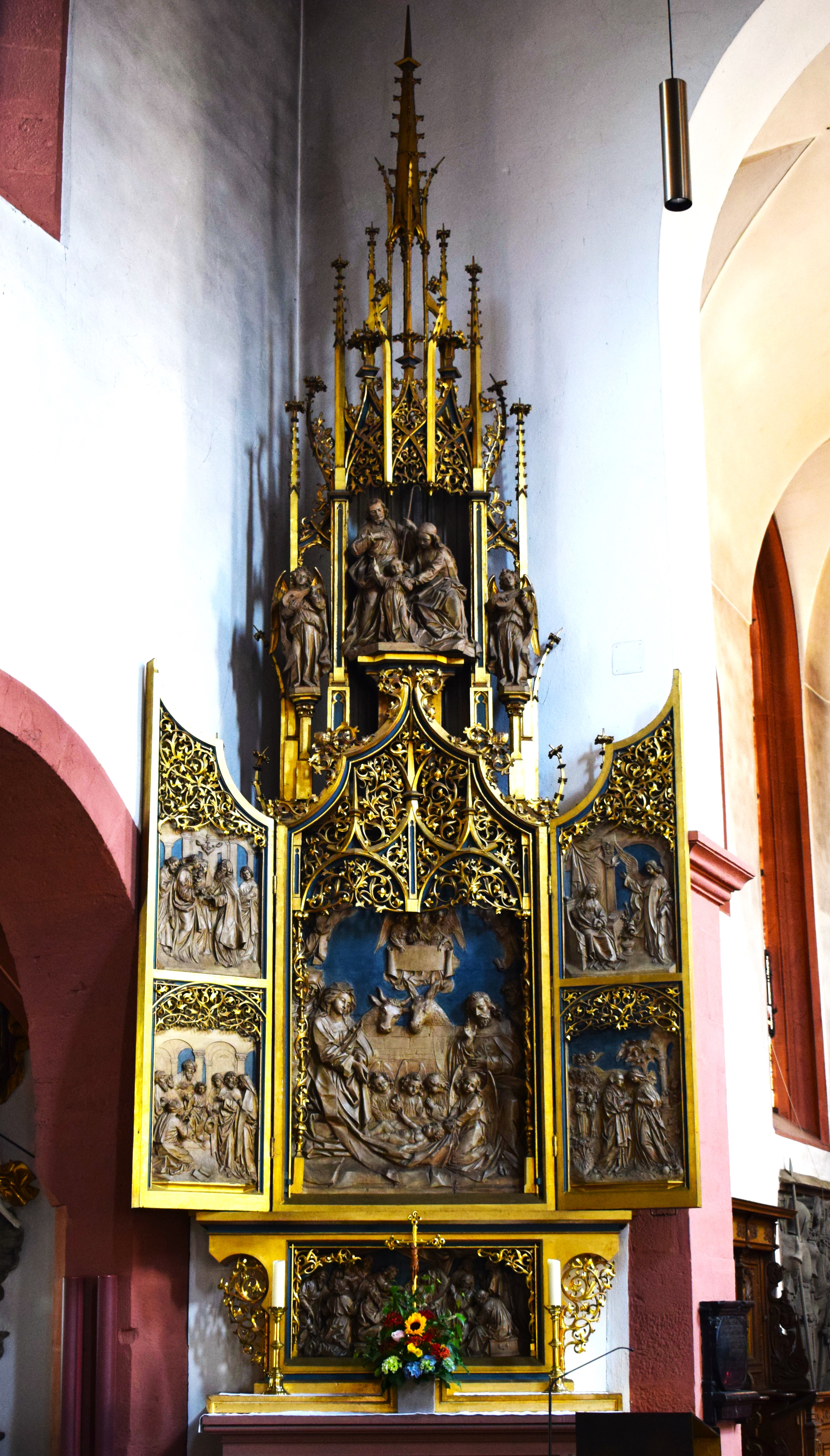
Marienaltar mit geöffneten Flügeln

1905 schuf Driesler die beiden Seitenaltäre am Chorbogen. Die Schreinerarbeiten machte auch bei ihnen Josef Fleckenstein. Der Marienaltar als nördlicher Seitenaltar zeigt, von rechts nach links, die Geheimnisse des freudenreichen Rosenkranzes. Auf dem rechten Flügel werden Mariae Verkündigung und die Heimsuchung Mariens dargestellt, im Mittelteil Christi Geburt und auf dem linken Flügel die Darstellung Jesu im Tempel sowie das Wiederfinden des zwölfjährigen Jesus im Tempel (Lk 2,41–52 ). In der Predella befindet sich ein bemerkenswertes Relief mit der Darstellung des Todes der Maria. Im Gesprenge ist die Heilige Familie thematisiert, die von zwei musizierenden Engeln begleitet wird. Auf den Rückseiten der Flügel ist Maria mit dem Jesuskind zu sehen, das dem heiligen Dominikus den Rosenkranz übergibt. An den Seiten des Schreins stehen, von den geöffneten Flügeln verdeckt, Figuren der Anna und des Joachim.

#### Josefsaltar
Der südliche Seitenaltar trägt das Patrozinium des heiligen Josef. Das Relief im Mittelteil hat die Vermählung Josefs mit Maria vor dem Hohepriester zum Thema, auf den beiden Flügeln ist die Flucht nach Ägypten dargestellt, auf der Predella Josefs Tod. Im Gesprenge wird eine Statue von Christus als Salvator mundi von zwei Engeln mit gefalteten Händen flankiert. Die Außenseiten der Flügel zeigen die vierzehn Nothelfer vor einer Abbildung der Stadt Lohr. An den Seiten befinden sich Figuren der Heiligen Valentin und Aloysius, die nur sichtbar sind, wenn der Altar geschlossen ist.

#### Kreuzaltar
Der Vorgängeraltar im nördlichen Seitenschiff wurde 1635 hier errichtet, das Altarbild fand im Nachfolger Verwendung. Das Bild ist an den Stil des Matthias Grünewald angelehnt und zeigt eine Kreuzigungsszene mit Maria und Johannes sowie Maria Magdalena zu Füßen Christi. Über dem Kreuz ist das hell erleuchtete Jerusalem zu sehen. Der neue Kreuzaltar wurde 1756 von Andreas Herwith aus Karlstadt angefertigt und von Michael Seitz vergoldet. Durch Verschmutzung und den Rauch der Opferkerzen war das Bild unkenntlich geworden, und auch der Altaraufbau war stark in Mitleidenschaft gezogen worden. Bild und Altaraufbau wurden 2012 durch die Firma Pracher aus Würzburg umfangreich restauriert. Die ursprüngliche Fassung des Altares in den Farben Rot und Braun wurde im 19. Jahrhundert, dem Zeitgeschmack entsprechend, in Blau/Grau umgeändert. Die neuere Farbgebung wurde bei der Renovierung beibehalten.

#### Kanzel

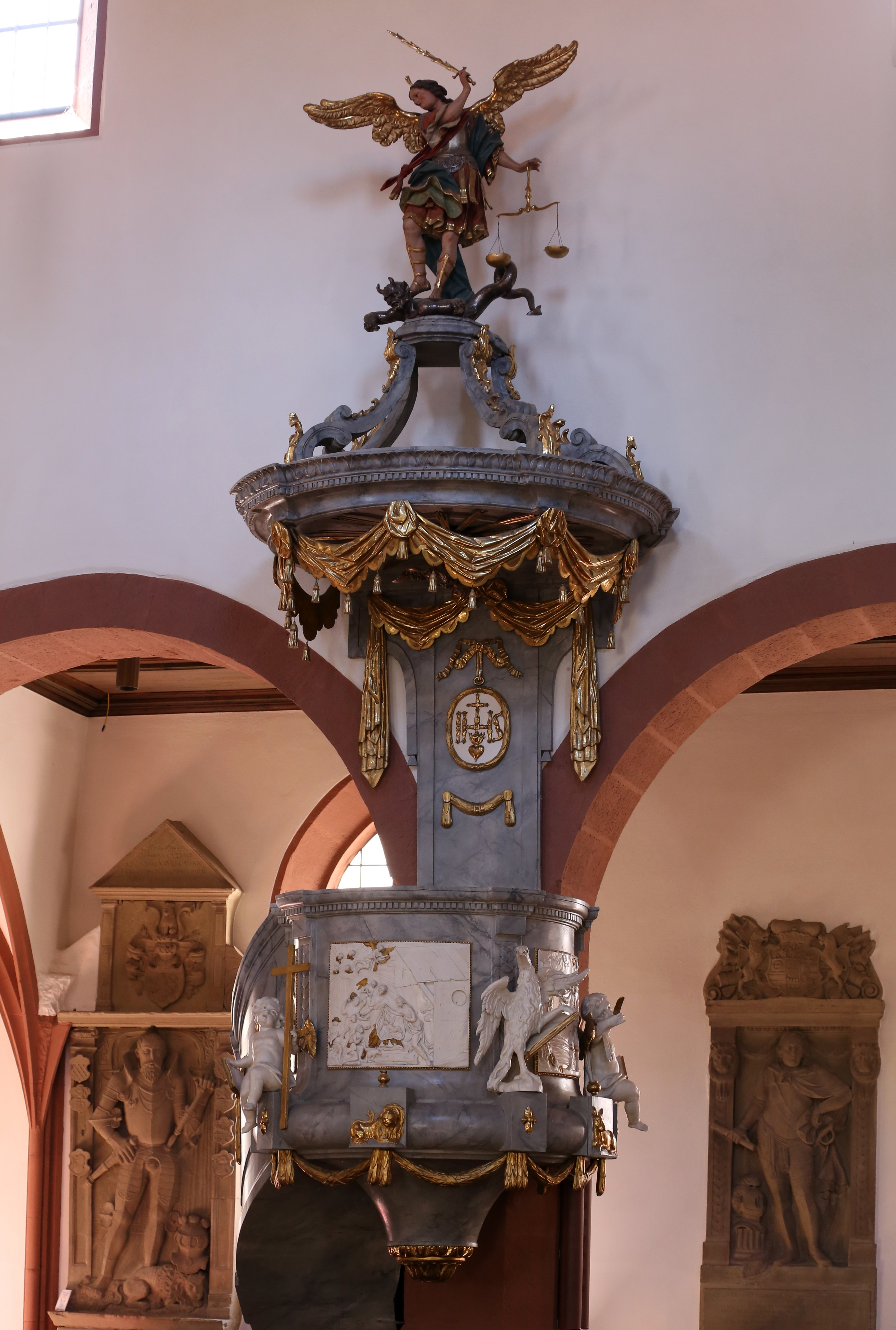
Kanzel

Die klassizistische Kanzel wurde 1804 von Georg Schäfer aus Karlstadt geschaffen. Der Schalldeckel wird von einer barocken Statue des heiligen Michael als Seelenwäger aus dem 17. Jahrhundert bekrönt. Er steht auf dem besiegten Teufel in Gestalt eines Drachen. Die Statue stammt von dem ehemaligen Hochaltar von 1672 und wurde 1963 auf dem Schalldeckel platziert. Am Kanzelkorb sind zwei Reliefs angebracht; vorne ist die Geburt Christi zu sehen, rechts davon das Gleichnis vom Sämann. Zwischen den beiden Reliefs ist an der Kanzelbrüstung ein Adler aus weißem Stuck platziert, rechts vom zweiten Relief ein geflügelter Mensch, beide mit einer Schreibfeder und einem Buch als Beigaben. Es sind die Symbole der Evangelisten Johannes und Matthäus. Am Wulst der Kanzel findet man, wesentlich kleiner dargestellt, Löwe und Stier, die Symbole von Markus und Lukas, als vergoldete Hochreliefs. Die Symbole von zwei der drei göttlichen Tugenden schmücken in Form von Flachreliefs die beiden Enden der Brüstung, links ein Anker für die Hoffnung, rechts ein Herz für die Liebe. Den Glauben symbolisiert eine Putte aus weißem Stuck mit Buch und Kreuz, die links neben dem Weihnachtsrelief auf dem Wulst sitzt.

#### Weitere Innenausstattung

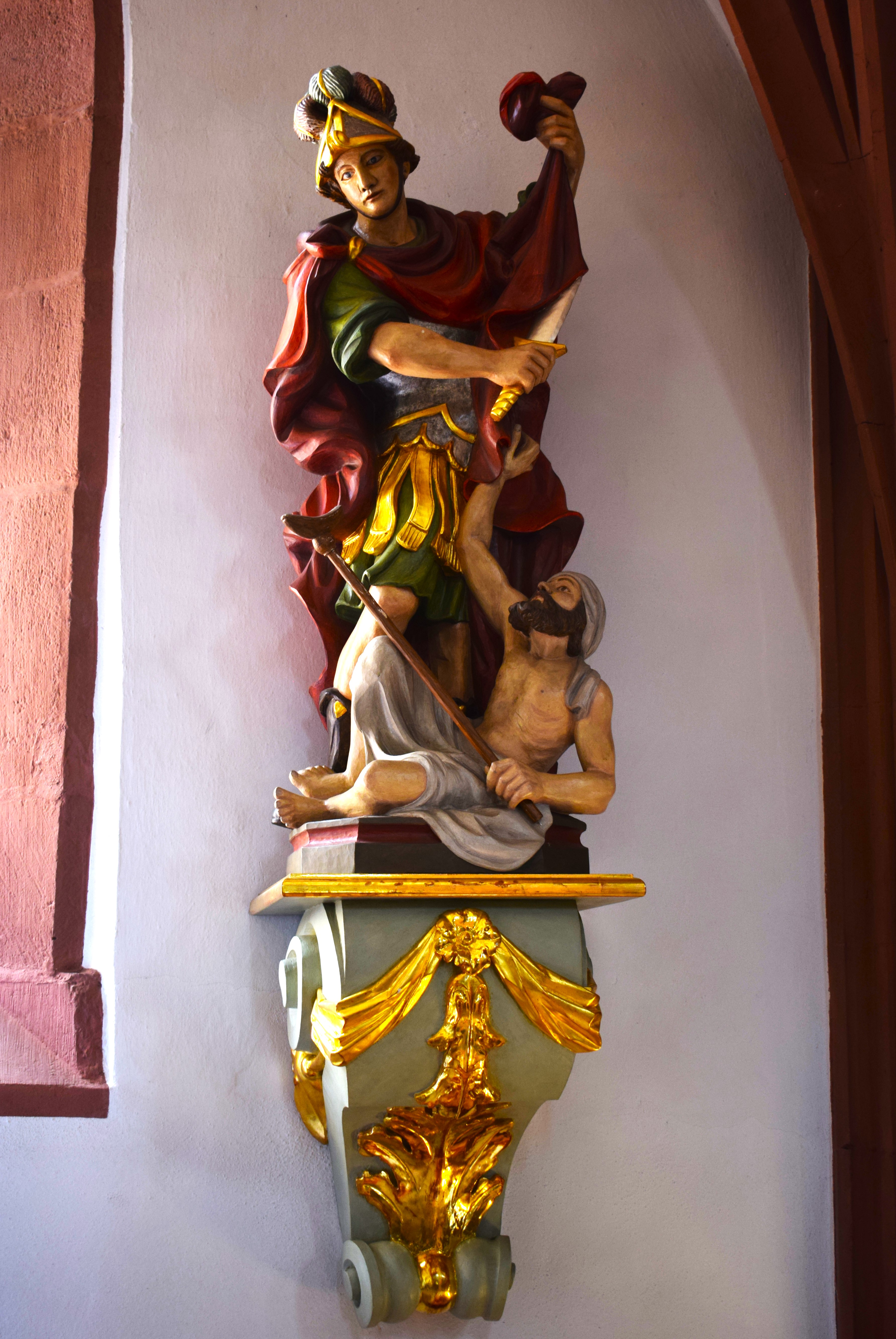
Heiliger Martin

- An einem Pfeiler neben dem Kreuzaltar steht eine Muttergottes mit dem Jesuskind, sie ist eine Arbeit vom 17. Jahrhundert; der Rosenkranz, von dem sie einst umgeben wurde, ist nicht erhalten.[25]
- Die Muttergottes mit Kind am Pfeiler daneben stammt aus dem 17. Jahrhundert und war einst von einem Rosenkranz umgeben.
- Im Juni 2012 wurde die von Mario Sanden aus Partenstein gefertigte Figur des seligen Adolph Kolping aufgestellt. Kolping wird dargestellt, wie er einem Gesellen die Hand reicht. Auf dem Sockel sind die Worte Glaube, Familie, Arbeit zu lesen.[26]
- Der Ambo mit der Darstellung der vier Evangelisten wurde 1964 von Hermann Amrhein gefertigt.
- Die modern gehaltene Herz-Jesu-Statue wurde von dem Bildhauer Fidelis Bentele geschaffen. Die beiden Frauengestalten sollen Kirche und Welt verkörpern.[27]

#### Weihnachtskrippe
Anfang 2012 wurden von Gemeindemitgliedern Geldmittel für die Anschaffung ergänzender Krippenfiguren für die Weihnachtskrippe gespendet. Die Heilige Familie wurde 2011 aufgestellt und um einen Waldarbeiter und Ochs und Esel komplettiert. Die Figuren wurden in Lindenholz geschnitzt, die gesamte Szene der Geburt Christi wurde durch ein Landschaftsbild im Hintergrund aufgewertet.

## Orgel

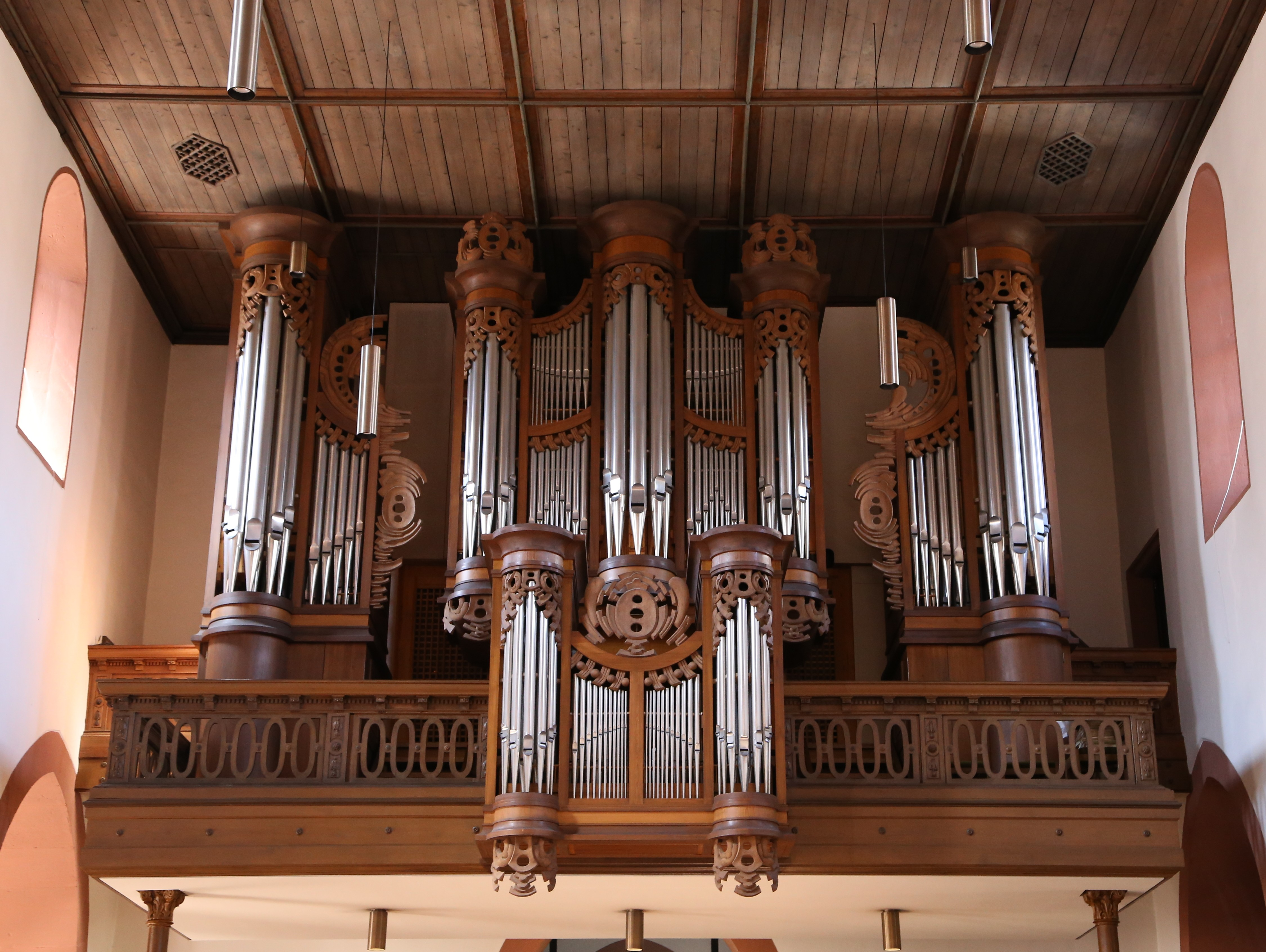
Prospekt mit Rückpositiv der Sandtner-Orgel

Die Orgel steht auf der Westempore, sie wurde 1978 von der Orgelbau-Firma Sandtner erbaut. Eine erste Orgel, ein tragbares Instrument, wurde 1585 urkundlich erwähnt. Das erste fest eingebaute Instrument ist seit 1652 belegt. Das Gehäuse steht heute, mit einem neuen Werk, in der Wallfahrtskirche Schönau. Von 1701 bis 1702 baute Johann Jost Schleich aus Lohr eine neue Orgel, sie wurde 1777 durch einen Blitzschlag schwer beschädigt. Der Orgelbaumeister Johann Hoffmann aus Würzburg baute um 1714 für die Abtei Oberzell eine Orgel, die 1819 erworben und aufgestellt wurde. Das Instrument besaß zwei Manuale und zwei Subbässe, von denen einer aus Holz und einer aus Zinn gefertigt war. Diese Orgel wurde 1854 von dem Orgelbauer Balthasar Schlimbach aus Würzburg, unter Beibehaltung des Gehäuses, durch eine neue ersetzt und 1905 wieder an das Kloster in Oberzell zurückgegeben. Der Orgelbauer Steinmeyer aus Oettingen fertigte eine neue Orgel mit einem neugotischen Gehäuse an, es war mit einem Fernwerk ausgestattet. Über einer eigenen Windlade saßen einige Register des zweiten Manuals im Dach. Der Klang wurde durch ein vergittertes Loch in der Decke in den Innenraum geleitet. Diese Orgel war seit 1976 nicht mehr funktionstüchtig. Das heutige Instrument wurde 1980 eingeweiht; es wurde von Hubert Sandtner aus Dillingen angefertigt, die Schnitzereien am Gehäuse stammen von Julian Walter aus Vasbühl. Die mechanische Traktur und die vierzig Register verteilen sich auf drei Manuale und Pedal.
Eine weitere zweimanualige Orgel wurde 1980 von Norbert Krieger hinter dem Hochaltar aufgebaut. Sie besaß einen beweglichen Spieltisch, elf Register und eine elektrische Traktur. Das Instrument fand bei kleineren Gottesdiensten oder als Begleitinstrument bei Kirchenkonzerten Verwendung.
Die Orgel wurde bei der Renovierung 2016 abgebaut.

## Glocken
| Nr. | Name           | Gussjahr | Gießer                                 | Masse (ca.) | Durchmesser | Schlagton |
| --- | -------------- | -------- | -------------------------------------- | ----------- | ----------- | --------- |
| 1   | Christusglocke | 1956     | Glockengießerei Schilling (Heidelberg) | 3255 kg     | 1675 mm     | h°        |
| 2   | Marienglocke   | 1956     | Glockengießerei Schilling (Heidelberg) | 2300 kg     | 1497 mm     | cis′      |
| 3   | Martinsglocke  | 1485     | Martin Möller, Frankfurt               | 1400 kg     | 1320 mm     | e′        |
| 4   | Michaelsglocke | 1669     | Johann Ignatius Kopp, Würzburg         | 878 kg      | 1095 mm     | fis′      |
| 5   | Rochusglocke   | 1956     | Glockengießerei Schilling (Heidelberg) | 602 kg      | 942 mm      | gis′      |
| 6   | Familienglocke | 1482     | Johann Marta (?)                       | 377 kg      | 850 mm      | h′        |